# رود کوبوژا
رود کوبوژا (انگلیسی: Kobozha) یک رودخانه در استان ولوگدای کشور روسیه است.